# Taraxacum undulatiforme
Taraxacum undulatiforme — вид квіткових рослин з родини айстрових (Asteraceae). Ареал: Естонія, Бельгія, Люксембург, Данія, Франція, Німеччина, Нідерланди, Норвегія, Польща, Чехія, Швеція, Словаччина, Україна; натуралізований у Британській Колумбії; це багаторічна рослина помірних біомів.
Taraxacum undulatiforme sect. Taraxacum дуже схожий на Taraxacum undulatum, від якого він відрізняється відсутністю чіткого краю зовнішніх приквітків, які є вужчими та довшими: 4–4.9 мм завширшки та 13–15 мм завдовжки (Taraxacum undulatum: 5 мм завширшки та 12–13 мм завдовжки).